# Dasygaster acontosema
Dasygaster acontosema là một loài bướm đêm trong họ Noctuidae.